# Nozomi Hara
Nozomi Hara (født 9. marts 1991) er en kvindelig japansk håndboldspiller som spiller for Mie Violet’Iris og Japans kvindehåndboldlandshold.
Hun repræsenterede Japan, da hun var blandt de udvalgte i landstræner Ulrik Kirkelys endelige trup ved Sommer-OL 2020 i Tokyo, hvor holdet endte på en samlet 12. plads. Hun deltog også ved VM 2013 i Serbien og VM 2017 i Tyskland.
Hun var også med til at vinde sølv ved Asienmesterskabet i 2018 på hjemmebane, dog efter finale-nederlag til Sydkorea, med cifrene 25-30.